# Cirsium isophyllum
Cirsium isophyllum là một loài thực vật có hoa trong họ Cúc. Loài này được (Petr.) Grossh. mô tả khoa học đầu tiên năm 1934.